# رولز-رویس کالینان
رولز-رویس کالینان (به انگلیسی: Rolls-Royce Cullinan) یک خودروی شاسی‌بلند لوکس است که توسط شرکت رولزرویس تولید می‌شود. این خودرو اولین خودرو شاسی‌بلند رولز-رویس است که معرفی می‌شود همچنین این خودرو اولین خودروی چهارچرخ محرک رولز-رویس است. نام این خودرو از نام بزرگ‌ترین الماس کشف شده جهان، الماس کالینان برگرفته شده‌است.
تولید کالینان از نیمه دوم سال ۲۰۱۸ آغاز و عرضه آن به خریداران از سال ۲۰۱۹ شروع شده‌است. این خودرو با موتور ۱۲ سیلندر و فناوری‌های استفاده شده در آن در بالاترین رده قیمتی خودروها قرار می‌گیرد.